# HD 143790
HD 143790，又名CD-3112505，SAO 207282、HR 5970，是一颗恒星，视星等为6.01，位于銀經343.74，銀緯15.25，其B1900.0坐标为赤經15h 57m 15.2s，赤緯-31° 15.25′ 20″。